# Caetano Veloso (1969)
Caetano Veloso, anche noto come Álbum Branco, è un album in studio eponimo del cantautore brasiliano Caetano Veloso, pubblicato nel 1969.

## Tracce
Testi e musiche di Caetano Veloso, eccetto dove indicato.

Side 1
1. Irene – 3:48
2. The Empty Boat – 4:15
3. Marinheiro Só (Tradiz.; adatt. Veloso) – 3:29
4. Lost in the Paradise – 3:27
5. Atrás do Trio Elétrico – 2:45
6. Os Argonautas – 2:47

Side 2
1. Carolina (Chico Buarque) – 2:38
2. Cambalache (Enrique Santos Discépolo) – 2:31
3. Não Identificado – 4:03
4. Chuvas de Verão (Fernando Lobo) – 2:51
5. Acrilírico (Caetano Veloso, Rogério Duarte, Rogério Duprat) – 3:01
6. Alfômega (Gilberto Gil) – 5:57